# Allorhogas zurquiensis
Allorhogas zurquiensis är en stekelart som beskrevs av Marsh 2002. Allorhogas zurquiensis ingår i släktet Allorhogas och familjen bracksteklar. Inga underarter finns listade i Catalogue of Life.